# AMY エイミー
『AMY エイミー』（Amy）は、2015年に公開されたイギリスのドキュメンタリー映画。2011年7月23日に27歳で死去したイギリスの歌手エイミー・ワインハウスを描いている。

## スタッフ
- 監督：アシフ・カパディア
- 製作：ジェームズ・ゲイ＝リース、ポール・ベル
- 製作総指揮：デビッド・ジョセフ、アダム・バーカー

## キャスト
- エイミー・ワインハウス
- ミチェル・ワインハウス（エイミーの父）
- ジャニス・ワインハウス（エイミーの母）
- ジュリエット・アシュビー（エイミーの友人）
- ローレン・ギルバート
- ニック・シマンスキー（エイミーのマネージャー）
- タイラー・ジェイムズ（エイミーの友人）
- レイ・コズバート（エイミーのマネージャー）
- マーク・ロンソン
- サラーム・レミ
- トニー・ベネット
- ヤシーン・ベイ

## 受賞
- 第88回アカデミー賞 - 長編ドキュメンタリー映画賞
- グラミー賞 - ベスト・ミュージック・フィルム
- MTV映画賞 - ベストドキュメンタリー

その他、多数の映画賞を受賞、ノミネート